# Valentin Wojciech

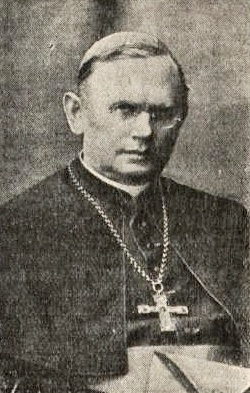
Weihbischof Valentin Wojciech, "Stadt Gottes", 1920

Valentin Wojciech (* 2. Februar 1868 in Grzawa, Kreis Pleß, Provinz Schlesien; † 22. Mai 1940 in Breslau, Provinz Niederschlesien) war ein römisch-katholischer Geistlicher und Weihbischof in Breslau.

## Leben
Valentin Wojciech studierte Katholische Theologie an der Universität Breslau. Am 11. Juni 1894 wurde er zum Priester geweiht. Nach Kaplansstellen in Kattowitz und Kreuzburg war er zunächst Pfarrer in Löwen und danach in Friedland. 1916 wurde er Domkapitular.
Papst Benedikt XV. ernannte ihn am 8. März 1920 zum Weihbischof in Breslau und zum Titularbischof von Danaba. Am 1. Mai desselben Jahres empfing er die Bischofsweihe durch Erzbischof Adolf Bertram. Die erste Priesterweihe erteilte er am 10. Oktober 1920 dem Grüssauer Benediktiner Nikolaus von Lutterotti. 
Seine Seelsorge übte er in polnischer und deutscher Sprache aus.